# Sebastian Tomasz Kołodziejczyk
Sebastian Tomasz Kołodziejczyk (ur. 25 października 1973 roku w Szczecinku) – filozof, doktor habilitowany nauk humanistycznych w zakresie filozofii, nauczyciel akademicki w Uniwersytecie Jagiellońskim. Od 1 października 2017 Przewodniczący Rady Narodowej Agencji Wymiany Akademickiej. 

## Życiorys
W latach 1994–1997 studiował filozofię oraz teologię na Uniwersytecie Jagiellońskim, Papieskiej Akademii Teologicznej i na University of Bristol (UK). Od roku 2000 do 2002 studiował w University of Bristol, a potem w University of Oxford. W 2002 roku obronił doktorat (tytuł rozprawy: "Zagadnienie prawdy transcendentalnej"), w 2015 uzyskał habilitację na podstawie pracy "Kryzys metafizyki i jego źródła. Studia metateoretyczne". Od 2002 roku zatrudniony w Instytucie Filozofii UJ. 
W 2006 roku wydał książkę Granice pojęciowe metafizyki (Monografie Fundacji na Rzecz Nauki Polskiej, Wrocław: Wyd. UWr 2006). Autor wielu prac z zakresu metametafizyki, ontologii, filozofii umysłu, historii filozofii, filozofii kognitywistyki. W 2013 ukazała się książka "Knowledge, Action, Pluralism. Contemporary Perspectives in Philosophy of Religion" (z Januszem Salamonem; Frankfurt am Main-Bern-Bruxelles- New York-Oxford-Warszawa-Wien: Peter Lang Verlag 2013). Redaktor "Przewodnika po metafizyce" (Kraków: WAM 2011) oraz wraz z Januszem Salamonem redaktor naukowy serii "Przewodniki po filozofii" (Kraków: WAM), w ramach której ukazały się dotychczas: "Przewodnik po filozofii umysłu" (red. Marcin Miłkowski & Robert Poczobut) oraz "Przewodnik po filozofii średniowiecznej: od św. Augustyna do Joachima z Fiore" (red. Agnieszka Kijewska). Redagował także książkę Władysława Stróżewskiego Ontologia (Kraków: Aureus-Znak 2003). Redaktor naczelny anglojęzycznego pisma Polish Journal of Philosophy, zastępca redaktora naczelnego Forum Philosophicum, do 2011 członek zespołu European Journal for Philosophy of Religion. Współpracował lub stale współpracuje z czasopismami Principia. Pisma koncepcyjne z filozofii i socjologii teoretycznej, Kwartalnik Filozoficzny oraz "Dialectica. International Journal of Analytic Philosophy". Członek założyciel Central European Society for Philosophy of Religion (prezes w latach 2007–2008 i od 2011), do 2010 roku członek zespołu Centrum Kultury i Dialogu. Członek Polskiego Towarzystwa Filozoficznego oraz Collegium Invisibile. Od 2008 roku zaangażowany w tworzenie w ramach Uniwersytetu Jagiellońskiego kierunku "kognitywistyka". Laureat wielu nagród i stypendiów, w tym między innymi Funduszu im. Stanisława Estreichera UJ, Funduszu im. Adama Krzyżanowskiego UJ, Fundacji na Rzecz Nauki Polskiej, Fundacji Tygodnika "Polityka".  
W roku akademickim 2008/2009 na stażu badawczym w Graduate Center City University of New York, a w roku 2010/2011 w University of Geneva (Szwajcaria). W międzynarodowej bazie Scopus znajdują się jego dwie publikacje (wydane w Polsce), dla których nie zindeksowano żadnego cytowania.